# اس‌اس گلنلین
اس‌اس گلنلین (به انگلیسی: SS Glenlyon) یک کشتی است که طول آن 328 feet می‌باشد. این کشتی در سال ۱۸۹۳ ساخته شد.